# 卡昂戰役
卡昂戰役（康城之役）是1944年6月至8月的大君主作戰期間、盟軍與德軍在法國北部卡昂爆發的一連串戰役。盟軍原預計在D日當天攻佔法國諾曼第地區的最大城市卡昂，並要達到下述戰略目標：佔領其周圍的奧恩河和卡昂運河，這兩個河流形成的障礙能夠有效加強德軍的防守，必須先將其奪下、奪取被德軍作為調派部隊的交通樞紐卡昂市、佔領該市與其四周的開闊地形，尤其是諾曼第以西的小林地域，將其用作機場。這場戰鬥阻滯了盟軍兩個月的時間，讓其於法國北部發起的閃擊戰攻勢延遲。儘管盟軍為拿下該城付出大量的傷亡，但最終贏得其戰略目標。當該城即將落入盟軍手中時，德軍開始大規模撤退，接著發生的法萊茲包圍戰令西線德軍的大部份有效戰力被毀、裝備大量損失。
在這場戰鬥中，卡昂許多歷史可追溯到中世紀時期的建築物被摧毀殆盡，戰後該城的重建工程一直持續到1962年。現今幾乎沒有戰前的城市建築物保留下來。

## 背景

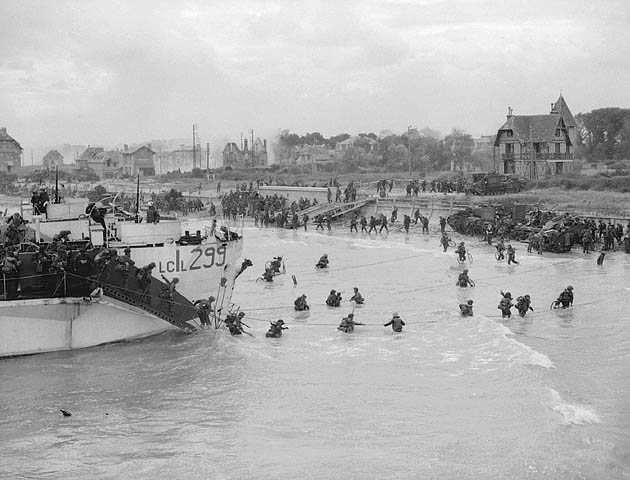
在濱海貝尼耶爾的南白海灘登陸上岸的加拿大後備軍

1944年6月6日，盟軍實施代號霸王行動登陸法國北部，在海灘上實施代號為大君主行動的登陸行動，數千艘船隻在大約3,000架起飛機的支援下進攻在諾曼第的海灘，D日的登陸行動基本上是成功的，但盟軍未能按計劃攻佔卡昂。
除了海上登陸，盟國還利用空降部隊，美軍第101空降師和第82空降師、還有英軍第6空降師（配屬有加拿大空降營），插入敵後作戰，英国和加拿大傘兵在寶劍海灘背后的任務是攻佔了具有戰略意義的橋樑，如霍薩和飛馬橋，以及消滅在梅維爾的炮兵組，以阻止實施反擊的德軍，他们設法在卡昂以北、奥恩東岸建立1個橋頭堡，這樣盟軍可在優勢下進攻卡昂。

## 卡昂戰役

### 海王星行動
第1次試圖占領卡昂是6月6日在寶劍海灘登陸的英軍第2步兵師。儘管他們突破了大西洋長城並向南推進，但在德軍第21裝甲師有效地於下午做出反擊並封鎖至卡昂的道路後，英軍仍無法打入卡昂，而離原本目標的卡昂仍有6公里遠。

### 高處行動

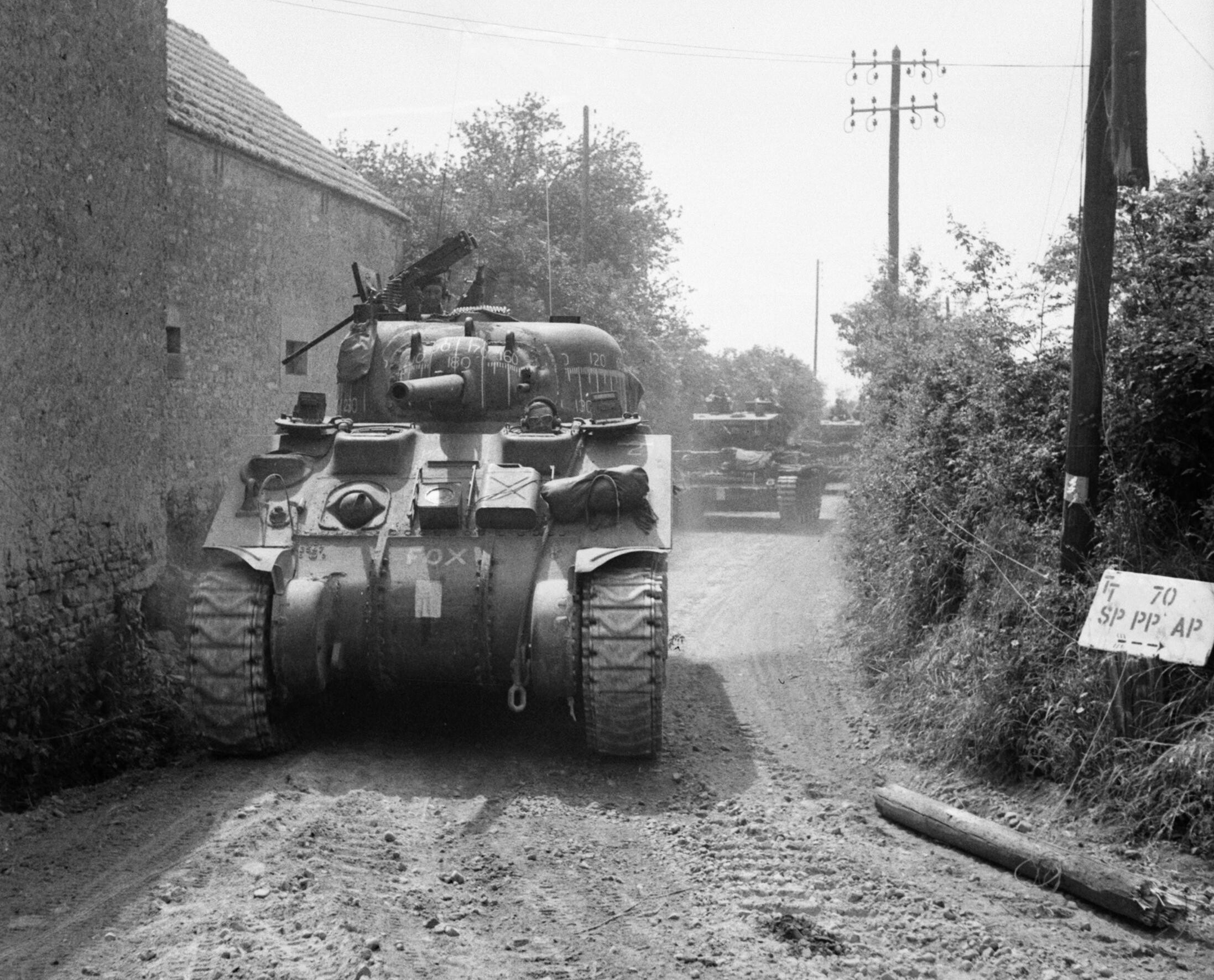
皇家海軍陸戰隊裝甲支援組（RMASG）的雪曼（前）和克倫威爾坦克於6月13日前往蒂莉河畔瑟勒村莊

高處行動是6月6日直擊卡昂失敗後第2次嘗試占領卡昂的計畫。在原先計畫下，英軍試圖在卡昂東南打出個突破口。首先英軍第50步兵師襲擊並占領南邊的貝葉鎮與通往蒂莉河畔瑟勒的公路，接著英軍第7裝甲師將可乘勢占領芒潘松鎮。
由於海王星計畫之失敗，6月9日的卡昂仍在德軍的手裡，故蒙哥馬利將軍決定對第2軍團下達1個新計畫。卡昂將會被兩側的鉗形攻勢所包圍東測的攻勢由英軍第51步兵師展開，在奧恩河建立1個橋頭堡後，於東嘉行動獲得增援並攻占東方的卡里村，最後轉朝東南向卡昂推進。
西側攻勢則是第7裝甲師率領，跨越奧登河並占領埃夫勒西以及城郊的第112高地。
一旦上述兩個攻擊目標達成，即可實施放蕩青年行動: 第1空降師會空降於50與51師之中間並關起包圍網，從而包圍卡昂。
可惜事與願違，第50步兵師遭遇第12黨衛隊裝甲師並激戰於蒂莉河畔瑟勒前線，整個攻勢也自6月8日起呈現停滯之狀態。死守的武裝親衛隊第12裝甲師儼然成為一睹難以克服的巨牆。由於難以推進原先目標，故第50師的攻勢延期至6月12日。當第50師於12日發動攻勢後，他遭到南面德軍第21裝甲師的猛烈並持續地反擊，第50師仍然無法得到任何進展，故
到了13日第50師撤退，東側攻勢即提早結束。史稱蒂莉河畔瑟勒戰役。
不論交戰的英軍與蒂莉河畔瑟勒的居民而言，戰爭帶給他們的是慘烈的損失。在這場戰爭中有76位平民遭到殺害，約占總村人口的10%左右。即使是德軍也是付出慘重的代價而守住蒂莉河畔瑟勒: 德第21裝甲師在開戰時有190輛坦克，僅66輛坦克在戰後能繼續作戰。除了坦克的損失外，德軍在此戰共損失了5,500名士兵。至今蒂莉河畔瑟勒仍有1個英軍公墓，以及1個博物館以提供當時戰役之歷史，博物館附近有個"耶路撒冷戰爭公墓"，是諾曼第最小的軍人公墓。

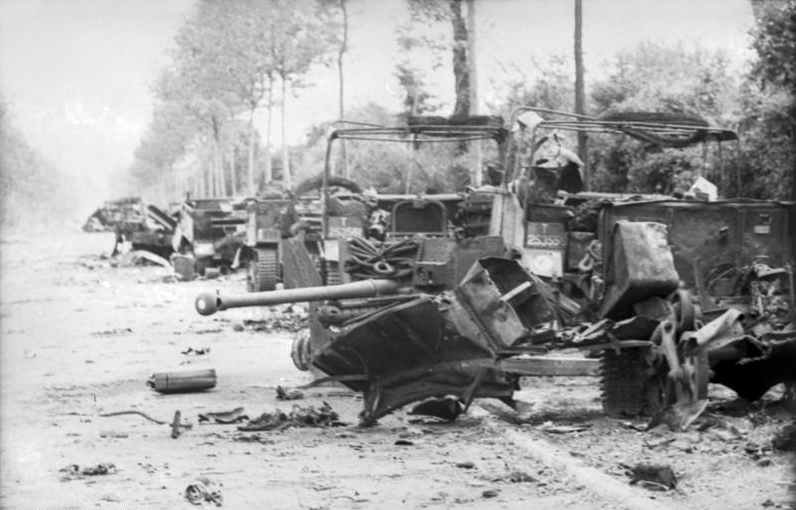
1輛英軍第7裝甲師的運輸車輛被擊毀於1944年6月13日的波卡基村

正當英軍與德軍在蒂莉河畔瑟勒交戰時，西側的德軍抵擋不了美軍第1步兵師的攻勢並向南後撤。並打開了7.5公里的缺口。這個防線的缺口給了盟軍1個投入裝甲部隊以突進德軍防線的機會。盟軍中將邁爾斯·登普西下令英軍第7裝甲師占領波卡基村與城鎮外的高地，企圖威脅德軍教導裝甲師的後背使之後撤。

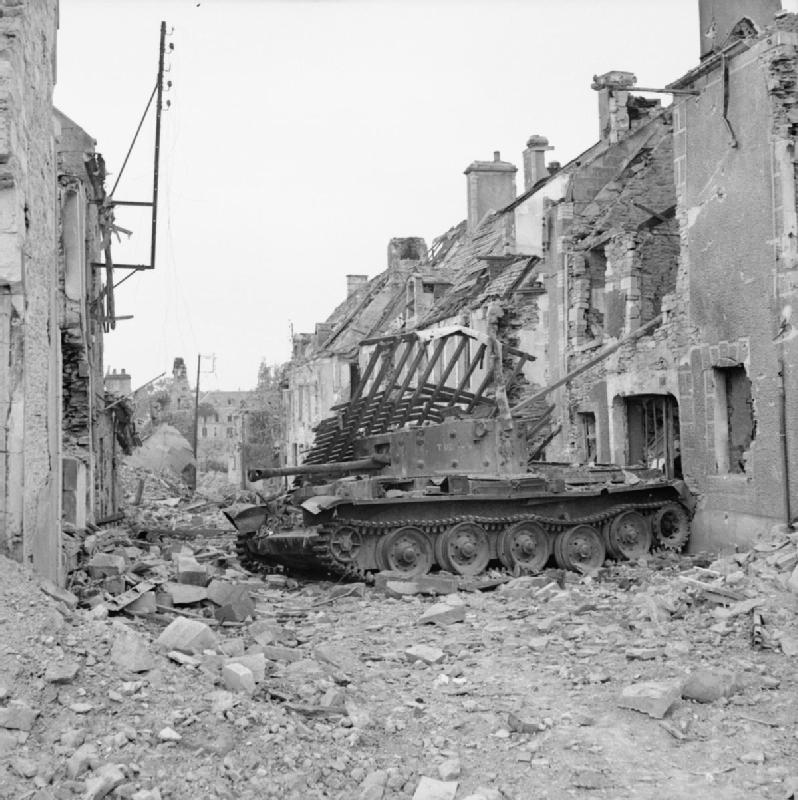
英軍第5皇家騾馬炮兵團的1輛被摧毀的克倫威爾坦克坦克橫躺於波卡基村廢墟

英軍裝甲師進攻之結果則是6月13至14日的波卡基村之戰，在近距離的激戰中德軍成功地守住了波卡基村並鞏固了前線。英第7裝甲師無法支持攻勢後撤退以支援英第33裝甲旅並計畫重組戰力再次攻擊。但6月19日一場猛烈的暴風雨使英軍無線電訊號造成強烈的干擾，並遮斷了部隊與灘頭的聯繫，這使得英軍進一步的攻勢遭到了放棄。

### 勒·梅斯尼尔-帕特里
加拿大軍隊在6月的最後1次行動為企圖攻占位於卡昂西南方的高地，但獲得了不一致的戰果。第46皇家海軍突擊隊連同加拿大裝甲部隊及鍋爐團成功執行任務，並向南攻至岩。然而，由加拿大第6裝甲團（第1驃騎兵）的坦克所支援的女王親衛隊卻在勒梅尼爾黨校遭受了驚人的失敗，加拿大第3步兵師保持靜態直到7月第1個星期溫莎行動被執行為止。

### 無足鳥行動
無足鳥行動（又稱無畏行動）是為支援愛普森行動的前哨攻勢，,攻勢在6月25日由英國第49步兵師發起，其隸屬於英國第30軍。他們的任務為在預期的攻勢中保衛側翼。這次攻勢成功佔領了一些據點；然而， 惡劣天氣及泥濘的路面阻止了軍隊前進，因此由英國第8軍負責進攻的一些關鍵據點，仍在德軍手上。

### 艾普森行動

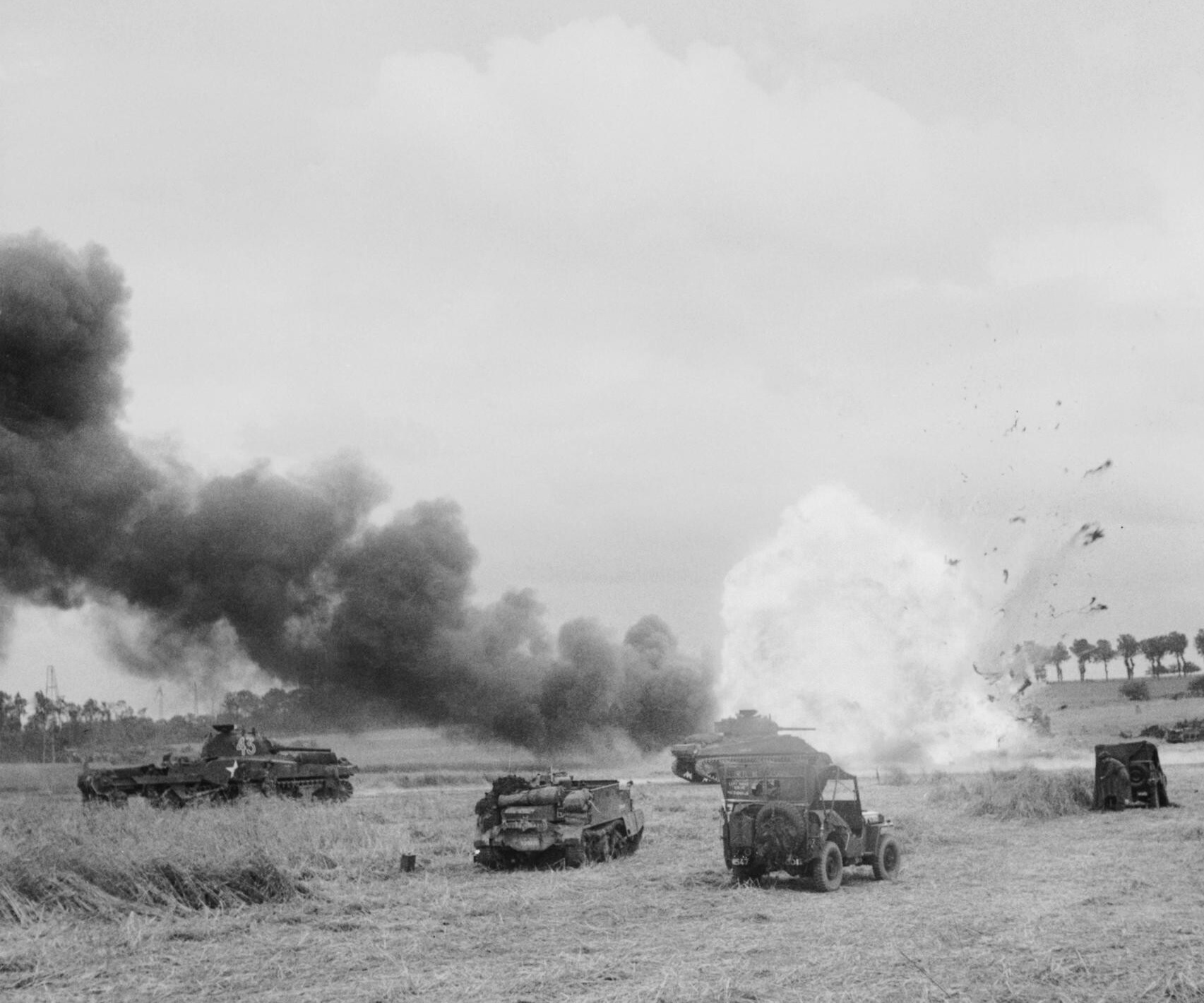
1944年6月26日，第11裝甲師1輛運送彈藥的車輛在葉森行動中，被1發迫擊炮彈擊中後爆炸。

英軍在受到來自英吉利海峽的暴風雨耽擱3天後，於6月26日展開愛普森行動。這次任務是要拿下位於卡昂南方靠近布列特梅爾-蘇爾-拉茲的高地。攻勢由新成立的英國第8軍執行，指揮官為理查·歐康諾中將，共有60,244人。並擁有736門大炮，再加上皇家海軍及皇家空軍250架轟炸機的支援。然而轟炸行動由於英國天氣不佳而被取消。第1及第30軍亦支援作戰。在攻擊發起前1天，馬勒特行動被執行（又稱無畏行動）；英軍第49步兵師由英軍第8裝甲營所支援，藉由拿下高地以保衛第8軍的側翼。第1軍在愛普森行動進行數天後發起了2個支援行動，代號為“亞伯勒”及“奧特華”。前一個由英軍第3步兵師執行，並由加拿大步兵師支援，以攻擊卡昂北面；後者由加拿大第3步兵師執行，得到加拿大第2裝甲營支援，企圖拿下卡比奎的機場。然而攻擊並未實現。
在第31坦克旅的坦克支援下，第15（蘇格蘭）步兵師取得了穩定的進展，在第1天結束前突破並深入德軍戰線，即使在保衛進攻側翼方面遇到一些困難，在接下來的2天戰鬥激烈的進行著。一個位於歐登河對岸的橋頭堡被建立，藉此取得有戰略價值的據點，以利戰術執行，並將第43（威爾斯）步兵師調上來。然而，武裝親衛隊第1裝甲軍及武裝親衛隊第2裝甲軍的激烈反擊，令英軍在河對岸的一些據點於6月30日前被放棄。
第8軍向前推進了約6英里。但德軍投入了他們最後的預備隊，已能在面對英軍的進攻下於行動中達到防禦成功。但在戰術層面上，戰鬥不是決定性的。初步取得的成果後，雙方都未能夠取得更大進展；德軍的反攻被擊退，英軍進一步的進攻被阻止。在戰略層面上，第2軍團已在德軍反攻開始前，阻止了對盟軍灘頭陣地的攻勢，防止裝甲部隊被調到美軍面前或將被解除任務作為預備隊，並保留對在諾曼第德軍的主動權。
最少有4,078名蘇格蘭士兵傷亡，德軍死傷人數超過3000人。及126輛坦克被擊毀。

### 溫莎行動
卡比奎機場本來是預定D日當天被佔領的，但這個計畫已經失敗。為了彌補失敗，盟軍打算實施溫莎作戰以突破德軍在機場設下的堅固陣地。加拿大第8步兵旅從加拿大第7步兵旅轄下的皇家溫尼伯步槍團的加強，英軍第79裝甲師的馬堡加里（第10裝甲團）的坦克和3個中隊的特雒坦克的支援，包括來自英軍第79裝甲師的一個中隊火焰噴射坦克，炮火支援由羅德尼號戰艦、21個炮兵營連同2個中隊的英國皇家空軍霍克颶風地面支援飛機提供。機場已被鋼筋混凝土庇護所、機槍塔、壕溝與75 毫米反坦克炮與20 毫米的防空加農砲加強防禦。周圍地區被地雷區與有刺鐵絲網保護。抵抗組織已通知加拿大軍有關機場周圍的防衛。
加拿大軍首先在7月5日占領了卡比奎村。3天之後，在擊退數次德軍的反擊後，加拿大軍在強恩伍德行動期間佔領了機場。
加拿大第3步兵師的指揮官，羅德·凱勒少將，曾數次被批評並未增加2個旅參加溫莎行動，並下放給第8步兵旅的指揮官布雷卡德旅長有關的作戰細節。第3師的低劣表現是額外的證明了凱勒並不適合擔任第3師的師長。

### 強恩伍德行動
由於未能在之前的行動中奪取卡昂，蒙哥馬利決定再一次嘗試進行正面攻擊以攻佔該市。雖然從D日以來，卡昂的戰略重要性大幅減少，但他要求佔領包爾古巴斯和控制南部的高地。第1軍的3個步兵師及3個裝甲旅，被授予掃蕩市內的德軍直往奧恩河，如有可能，則攻佔從南面進入卡昂南部的橋頭堡。為了實現後者計劃派遣1個裝甲排通過城市奪取橋樑；第1軍希望可以利用有關情況，通過向韋里耶爾卡昂南部和包爾古巴斯進行掃蕩，打通英國第2軍團通向法萊斯的道路。
新戰術將被使用及數波的轟炸機將會出動。配合英國-加拿大軍的進攻，阻止德軍增援部隊投入戰鬥或撤退，以加強盟軍士氣。壓制德軍防線則是次要的考慮。密集的支援飛機、皇家海軍及656門火炮將支援該行動。

1944年7月10日，皇家工兵在成為廢墟的卡昂尋找地雷 。

在7月7日晚上，第1波攻擊的轟炸機各向該市投下超過2,000噸炸彈。 7月8日早上4時30分，英國第1軍實施進攻。幾個小時後，最後1波的轟炸機抵達戰場，投下了他們的炸彈。到了晚上，盟軍部隊已經到達了卡昂郊區。德國司令部授權撤出所有重型武器，以及空軍野戰師的殘餘至奧恩河對面的卡昂南部；而武裝親衛隊第12師的後衛行動，因為其被逐出陣地而被認為是站不住腳的。
在7月9日上午，英國-加拿大巡邏隊開始滲透到市內與卡皮克機場。該地落入盟軍手中時，武裝親衛隊第12師已在晚上撤走。到了中午，盟軍步兵已到達奧恩河的北岸，在過程中幾乎摧毀了德軍第16空軍野戰師。到傍晚，卡昂北半部已在盟軍的控制之下。一些橋樑仍然完好無缺，但他們被瓦礫封鎖或被河流南面的德軍所掌控。
街道的碎片令英國裝甲部隊的機動作戰幾乎不可能進行，有效地防止第2軍團擴展第1軍的戰果。由於在該市以南，側翼沒有有利的地形，因此在卡昂市內沒有獲得進一步的戰果，因此，7月9日下午，強恩伍德行動正式結束。
英國軍隊在戰鬥後指出，“房子仍然站在那裡，慢慢地迎接每一天的生活，正如法國平民意識到，我們已經攻取了城市。他們又都跑到他們的房子喝
上一杯杯和一瓶瓶的酒。”
大家共同的看法是:行動在戰術上是成功的，但沒有超過預期的戰果；它也被描述為一個最難以實施的行動。

### 木星行動

7月10日，第43（韋塞克斯）步兵師的士兵正在躲避德軍迫擊炮的襲擊。

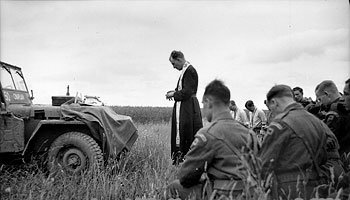
7月10日，1名牧師和英軍第11裝甲師的士兵們進攻埃米韋爾勒前的祈禱。

理查德·奧康納中將試圖再次建立橋頭堡和奪取卡昂，因此展開了木星行動。7月10日在第43（韋塞克斯）步兵師的任務是奪回112號高地。在第一階段的盟軍計畫是要拿下112號高地、Fontaine和埃米韋爾勒，在第2階段利用112號高地作為防線來抵擋德軍，並拿下Maltot。因此德軍利用迫擊砲和野戰炮，對盟軍發動了100多次的零星炮擊。
至於德軍兵力有5個步兵營、2個虎式重型坦克營，以及2個突擊炮營和火炮營，這些大多來自於武裝親衛隊第10弗倫茨堡裝甲師，但最重要的還有武裝親衛隊第9和第12裝甲師。
結果盟軍進攻失敗，因為德軍做了充分的準備和強大的攻擊。然而在第43（韋塞克斯）步兵師在行動中損失超過2,000人。

### 古德伍德行動

#### 準備

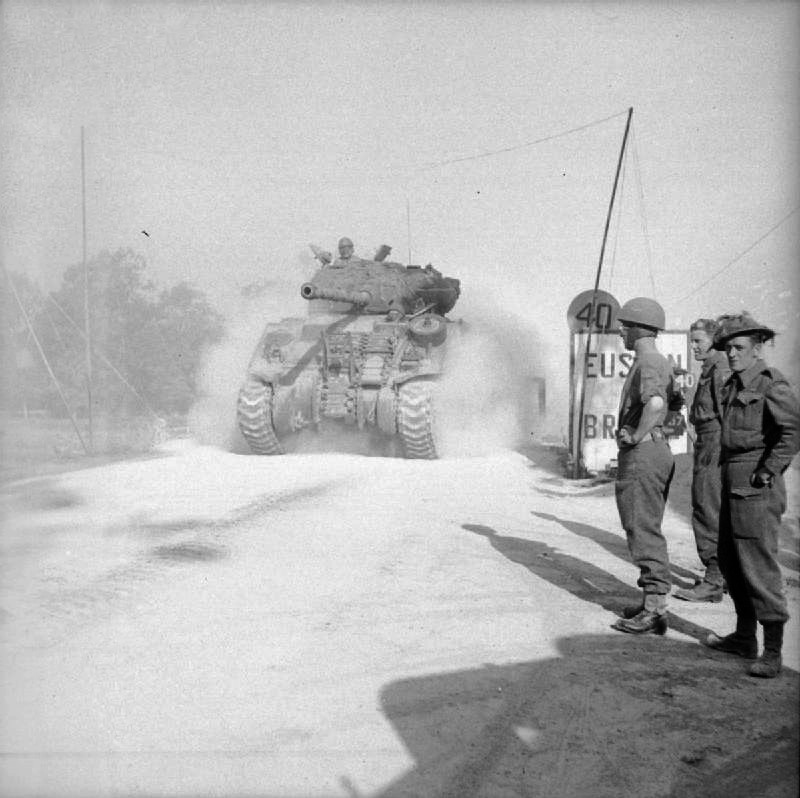
1輛雪曼螢火蟲坦克在古德伍德行動的第1天駛過“尤斯頓橋”，這是在奧恩為數不多的橋樑其中之一。

在7月10日與伯納德·蒙哥馬利將軍的會議上，第2軍團指揮官，登普西中將建議古德伍德行動的計劃，同日蒙哥馬利批准了眼鏡蛇行動。古德伍德行動中加拿大軍的部分行動代號是大西洋行動。
自從7月中起，3個裝甲師和若干獨立裝甲旅的2,250輛中型及400輛輕型坦克在被送往諾曼第及在第2軍團的指揮下，這是現在在1個，他們可以承受失去坦克的陣地上，但不是士兵人，是為了突破奧恩東側和卡昂北部的德軍陣地。古德伍德行動在7月18日開始，比美軍的眼鏡蛇行動早2天開始。然而，眼鏡蛇行動直到7月25日才展開。
雖然行動預計損失慘重，登普西相信他的手下有1個很好的機會突破。第8軍的裝甲師在奧康納中將的指揮下，作為主要進攻部隊。大約700門火炮發射了約250,000炮彈以支援進攻。此外，英國皇家空軍轟炸了3個目標：科龍貝勒-蒙德維爾、图夫勒维尔-埃米耶维尔和卡基內。
行動的目標是佔領巴仕、休伯特-弗利、韋里耶爾、豐特奈、格爾西里斯-西克奎維里、卡基內和維蒙特。另外1個目標是迫使包爾古巴斯嶺（Bourguébus Ridge）的德軍後退。加拿大部隊的任務是掩護保證西部側翼，而英軍步兵則掩護東部。

#### 任務執行

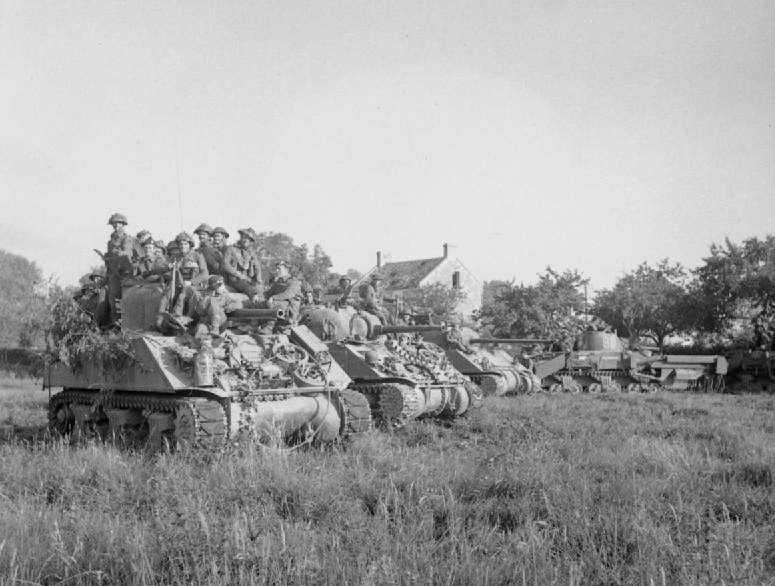
1944年7月18日，雪曼坦克推進與步兵坐在上面。右邊的坦克是1輛雪曼螃蟹連枷掃雷坦克。

7月18日，942架盟軍轟炸機和戰鬥機襲擊了卡昂以東的5條村莊，以便實施古德伍德行動。攻擊在清晨展開，並得益於良好的天氣。4個目標被傘兵團標明；另外轟炸機找到第5個目標的標記。在美國轟炸機和戰鬥機的支援下，英軍對村莊和周邊地區投下了大約6,800噸的炸彈。2個德軍單位，第16空軍野戰師和第21裝甲師因轟炸而受到重創。德軍防空部隊和地面部隊擊落了6架飛機。
盟軍3個裝甲師必須克服水的障礙和地雷區，以到達他們的起攻線。在進攻期間英軍必須要克服奧恩河和卡昂運河的障礙。6道小橋樑可給8000輛車輛使用包括坦克、自走炮、機械化步兵、工兵和運輸車輛過河。很明顯，將有1個很大的交通問題。登普西的解決方案幾乎是致命的，他指示他的軍團司令奧康納放下步兵、工兵和炮兵在一邊，直到所有的坦克渡河完畢。這在德軍攻擊前拆散了英國聯合兵種隊列。
之後，坦克越過橋樑後，英軍不得不穿越反坦克地雷區和殺傷人員地雷只是在前幾天由第51（高原）步兵師埋下。這個障礙需要由大量的工兵在戰鬥前被清除。有人擔心，因為德軍在佔領的科龍貝勒郊區之鋼鐵廠有他們自己的地雷區和可以觀察到掃雷部隊，他們將被預先警告攻擊。然而，戰術已經失去了突然性。第51（高原）步兵師的工兵在戰役前2天掃除地雷區直至17日部隊通過走廊。

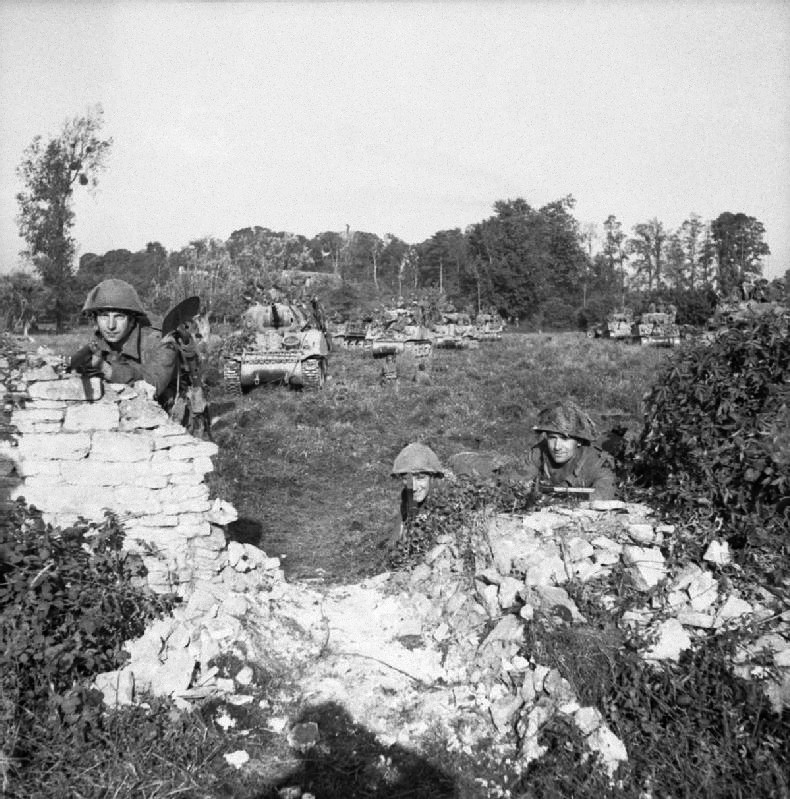
7月18日，深入的英軍步兵。

第8軍因為坦克通過橋樑和地雷區版阻而失去了進攻的突然性。通過盟軍的廣播，德國人在7月15日知道了進攻，和有足夠的時間來準備他們的防線。因此，部隊需在通過地雷區時清除額外的道路。
此外，火力支援效用不大，在奧恩以西的炮兵團按照登普西的命令，因此，在包爾古巴斯嶺的德軍主要防線不在範圍內。此外，戰場上炮兵與坦克之間的協調亦缺乏。
顯然，該地區並不戰略重點地區。有許多小村莊，並在每個村莊中均有1小隊德國駐軍，每個村莊均有隧道連接，以及許多觀察哨站，可用於觀察盟軍的進展。
在卡內基和埃米韋爾勒包爾古巴斯嶺的德軍炮兵並沒有被任何預先的空中或炮火攻擊所削弱。在這些陣地上的德軍火炮以及駐守的第16空軍野戰師沒有受到炮火攻擊。在山脊的背後，是第21裝甲師的殘餘及擁有78門88毫米火砲和40輛坦克。
第2軍團過度責成第11裝甲師。雖然是領導攻擊的單位，還有負責掃蕩沿前線的小村莊，即庫佛維爾和迪莫維爾。這些是由跟隨最初的進攻單位後由後續部隊加以佔領的，而同時摩托化步兵旅進攻包爾古巴斯嶺。這把進攻減慢了下來，並阻止有意義的合作。
在大多數情況下，第8軍的進展非常緩慢。第11裝甲師中的第29裝甲旅取得了最大的進展，在英軍戰線前攻佔了寬近7英里（11公里）的地區。
當上午9時30分到達在“卡昂維蒙特”鐵路時，德軍已從炮轟中恢復過來。12輛名英軍坦克被1門數次開火的88毫米火砲擊毀。英軍進展遲緩，越過鐵路線，以接近包爾古巴斯嶺的第21裝甲師、第1阿道夫·希特勒警衛旗隊裝甲師和許多大砲之陣地。
當天大多數時間內，第29裝甲旅及第11裝甲師在沒有得到炮火支援。第159步兵旅正忙著在第29裝甲旅後面掃蕩2個村莊。剩下的2個裝甲師們也忙著渡過橋樑或穿過地雷區。在18日拂曉，只有第7裝甲師的1個坦克營參與了戰鬥，而其餘大部分的裝甲部隊不得不從7月18日10:00等待至中午以渡過奧恩。
個別的坦克營的戰鬥中沒有得到支持和相互合作。大部分地面上的戰果已於7月18日清晨取得。7月20日卡昂大部分地區已在盟軍控制之下。
德軍從7月18日中午開始反擊，一直持續到7月20日。蒙哥馬利將軍在7月20日下令停止行動及大約失去了4,000名士兵和大約400輛坦克。

#### 瑟堡港
歷史學家承認瑟堡作為補給中轉站對盟軍的重要性，並且在卡爾瓦多斯海岸而不是科唐坦半島登陸是一種妥協，因為半島的地形賦予了防禦優勢。德國人以及奪取卡昂以南機場的重要性。 德國人認為瑟堡是盟軍的要努力點，儘管能夠看到盟軍桑樹港的建設。6月7日，德國空軍奉命全力打擊盟軍航運，但德國空軍第3航空隊的轟炸和布雷行動卻毫無效果。B集團軍和第7軍團的現存記錄均未表明桑樹軍團已使盟軍擺脫了迅速佔領瑟堡的需要。6月14日，第1軍團再次出其不意地襲擊了科唐坦半島，但直到D+21日才佔領港口，而不是計劃的D+16，並且從7 月開始只卸載了預期噸位的一半。

#### 結果

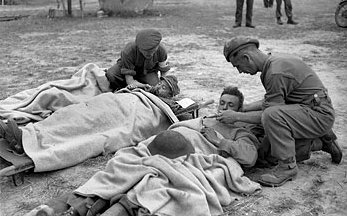
7月18日，在古德伍德的醫護人員正在治療受傷的士兵。

由於盟軍沒有按照計劃。導致他們失去了大約400輛坦克和大約5,500名英國和加拿大士兵。德軍堅守他們最重要的陣地，而同時失去109輛坦克，相對於盟軍，這個數字是很高的，因為他們盡快的替換這些的坦克。雖然在戰術方面第2軍團的表現不佳，但在戰略上是成功的，德國人仍然深信，主攻仍會出現在第2軍團負責的地區。

## 損害及平民傷亡

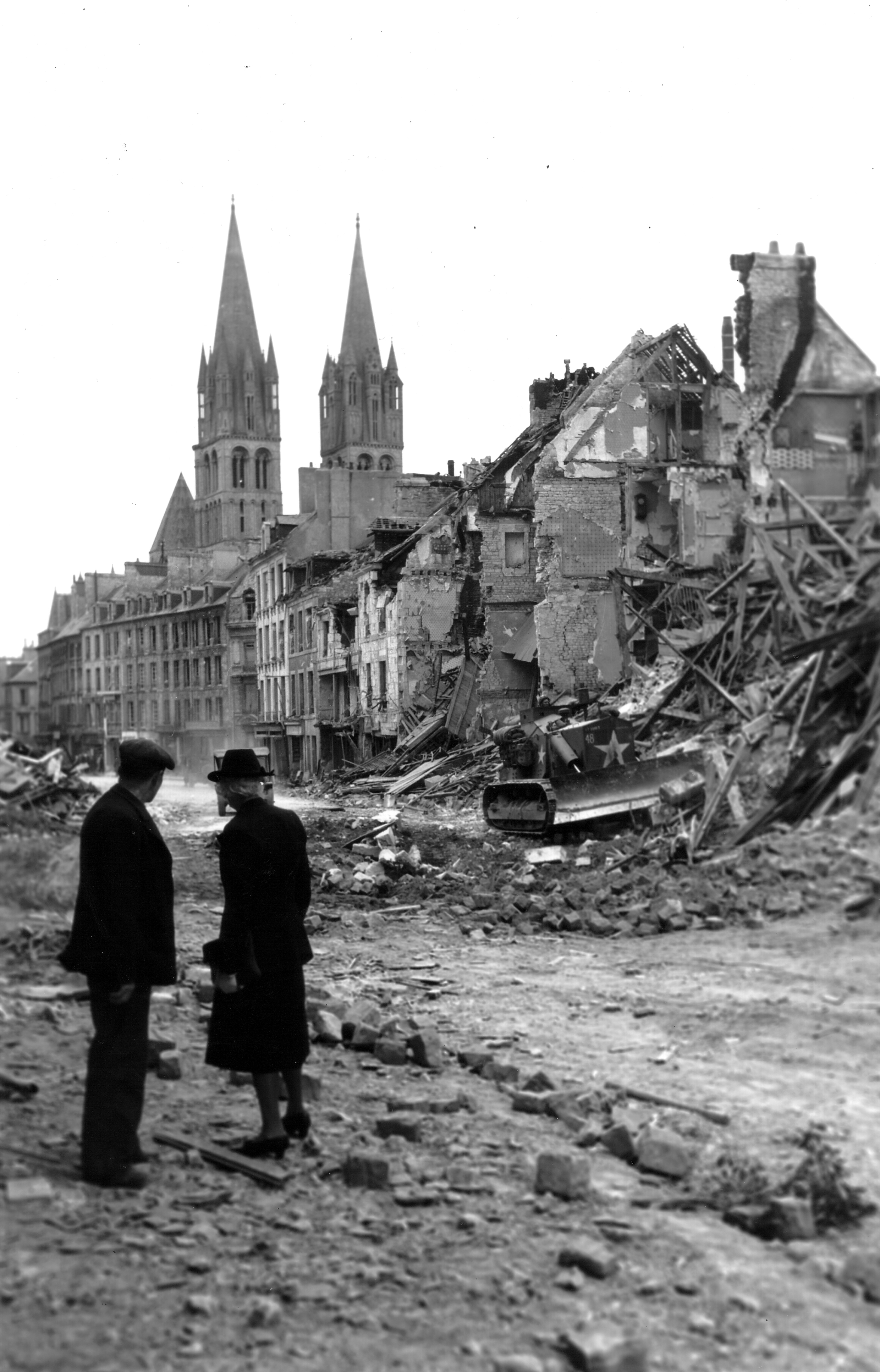
卡昂民眾看著被破壞的房屋。

在D日之前，卡昂的人口有60,000人。 D日時，盟軍飛機丟下宣傳單，叫卡昂民眾撤離到農村。如今只剩幾千人了。當天晚上，英國的重型轟炸機轟炸了城市，目的是妨礙德國派軍增援灘頭。導致了巨大的破壞了。在48小時內有800名平民於當晚的空襲中喪生。街道成為了一片廢墟，障礙物導致救護車無法行駛，所以傷者無法被送往醫院，因此聖索沃爾修道院緊急成為了臨時醫護站。由於當晚的空襲，導致聖索沃爾修道院遭到損壞。至於其他的建築，例如有公爵宮、聖埃蒂安教會和卡昂火車站幾乎完全被毀或嚴重受損。為了躲避空襲的居民，有15,000人到城市以南的隧道避難超過1個月，因為隧道是用中世紀的石採石建造，所以很堅固、可以抵擋炸彈。
被動防衛組織是設在苯教·聖索沃爾。民防和醫療機構合作得很好，以統籌醫療救助卡昂的公民。其醫療專業人員獲得高度評價。6支手術隊在入侵上午被知會，及警方從藥店和診所收集醫療用品，送往苯教聖索沃爾和在馬勒布中學附屬醫院及安貧小姊妹會醫院。
6月9日是對該市具有重大意義的里程碑，聖皮埃爾鐘樓，被“羅德尼號戰艦”發射的1枚炮彈摧毀了，許多建築物被燒毀，熔化的鉛從屋頂滴下來。轟炸持續和醫療隊都筋疲力盡了。超過3,000人到苯教聖索沃爾和男子修道院避難，更多的前往聖埃蒂恩教堂。覓食的人群到農村找尋食物，老井被重新啟用。在安貧小姊妹會修道院的大約500名難民實際上是供應充足，但在該市餘下地區的情況是可怕的。在巴黎維希政府通過卡昂警察憲兵隊成功地提供了一些物資，共250噸。
德軍下令所有餘下的平民在7月6日離開。同時卡昂在7月7日晚上再次遭到轟炸，只有15,000名居民仍然存在。467架蘭開斯特和哈利法克斯轟炸機襲擊了該市，以準備實施強恩伍德行動。雖然他們推遲了以卡昂北部邊緣為目標的行動，但對市中心再次造成大規模的破壞。至少有2名平民在避難所被直接命中殺死，和大學被摧毀。350人在這次襲擊中被殺害，和戰鬥在7月8日肆虐了城市，自D日以來已經有1,150名平民死亡。
德軍在7月9日撤出城市到北部的奧恩省，他們炸毀剩餘的橋樑。在7月18日，直到加拿大第3步兵師在佳林行動勝出，城市南部被盟軍解放。
戰鬥結束後，卡昂的人口由60,000人急劇下降至17,000人。這個城市的破壞引起了卡昂民眾很大的不滿。

## 處理戰俘和戰爭罪

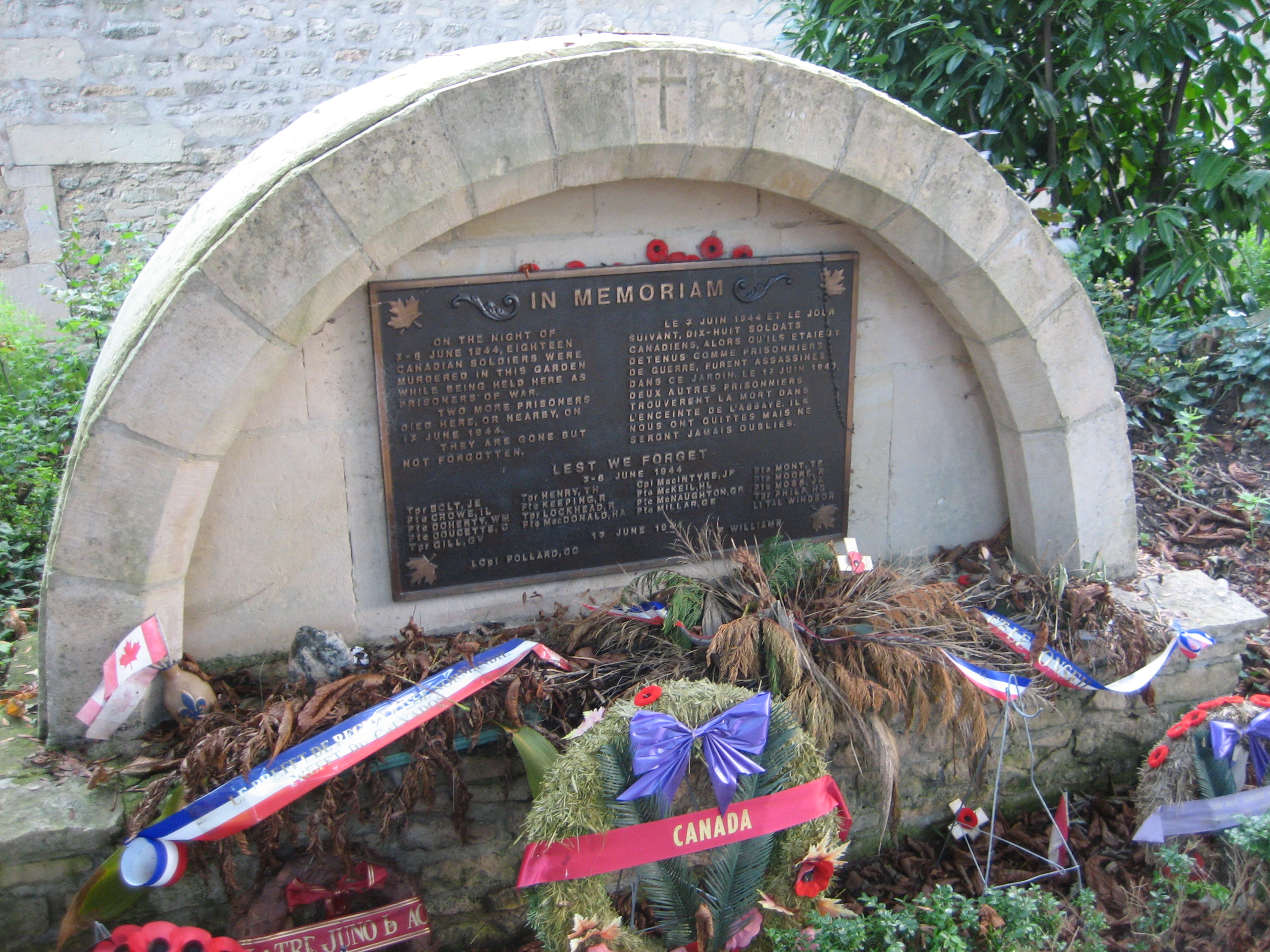
1名加拿大士兵被葬在修道院的花園裡。

在D日幾天後（或幾週後），156名加拿大戰俘在卡昂附近被武裝親衛隊第12希特勒青年團裝甲師殺害。第12希特勒青年團裝甲師旗下的第26裝甲擲彈團第2營將大約20名加拿大戰俘在Villons-les-Buissons附近被處決，並埋在卡昂東北方的阿登修道院。直到7月8日午夜，由里賈納步槍團將被處決的士兵挖掘出來後，並葬在Bény-sur-Mer的加拿大戰爭公墓。戰爭結束後，庫爾特·邁爾原本被指控虐待平民和槍決戰俘，被判處死刑。但加拿大少將克里斯托弗·沃克斯詳盡地考慮所有證據後，改判為無期徒刑。

## 最後

1945年，被摧毀的卡昂正在重建中。

諾曼第戰役和霸王行動中，盟軍成功的在法國找到了1個立足點，在8月25日，盟軍成功奪回法國的首都巴黎。最後導致西歐幾乎都被解放。
卡昂和許多周邊的城鎮和村莊大多被毀，卡昂戰役後大約有35,000名居民無家可歸，卡昂大教堂和卡昂大學（創建於1432年）幾乎被夷為平地，因為這個原因，卡昂大學的校徽象徵是鳳凰。這些建築在戰後重建，甚至擴大這些建築的範圍。
戰爭結束後，西德政府不得不支付賠款以補償在卡昂被殺害、餓死、或因戰爭而無家可歸的平民或家屬。卡昂的重建行動從1948年持續至1962年。2004年6月6日，格哈特·施羅德成為第1個邀請對D日60週年紀念活動的德國總理。
有許多為卡昂戰役和霸王行動所建的紀念碑。例如在歐登河附近，有1個紀念第15（蘇格蘭）步兵師戰鬥的紀念碑。在112高地上，也有1個紀念第53（威爾士）步兵師和第43（韋塞克斯）步兵師戰鬥的紀念碑。
在諾曼第登陸後，為了紀念卡昂戰役和諾曼第登陸因此有許多紀念館，在卡昂附近有紀念碑和和平博物館。該博物館是在1988年6月6日開幕，紀念法國將軍威廉里希特的第716步兵師所在地。法國總統弗朗索瓦·密特朗的時候，他和來自12個國家的大使參加了在諾曼第的典禮。該博物館致力於和平主義和紀念盟軍從希特勒手中解放歐洲。
在這附近有不少戰爭公墓，例如有“布伊戰爭公墓”、“Banneville-la-Campagne戰爭公墓”（2,170人葬於此地）、“Bény - sur - Mer加拿大戰爭公墓”（2,049人葬於此地）、“Bretteville-sur-Laize加拿大戰爭公墓”（2,957人葬於此地）、“拉罔比德國戰爭公墓” （21,222人葬於此地），甚至還有更多。

## 附錄
註腳
1. ↑  6月26日至30日之間，第8軍遭受470人死亡、2,187人受傷、706人失踪。在7月1日，另外有488人陣亡及受傷、227人失踪。這些數字不包括葉森行動初期戰事及支援攻擊的單位。[30]
2. ↑  落在卡昂準確數量的彈藥受到某種程度的爭議。基岡估計，噸位為2,000噸，[48]而考索恩的數字為2,300噸。[49]埃斯特不提供投下彈藥的噸位數字，但指出，“轟炸機司令部在卡昂北部一個狹窄的區域投下了6,000枚炸彈”。[50]西蒙·特魯表示是2,562噸。[51]

引文
1. 1 2  Trew, p. 22
2. ↑  Forty, p. 36
3. 1 2  Taylor, p. 9
4. ↑  Stacey, p. 142
5. 1 2 3  Ellis, p. 247
6. ↑  Forty Pg 36
7. ↑  Gill, p. 24
8. ↑  Clay, p. 254 and 256
9. ↑  Forty, p. 37
10. ↑  Ellis, p. 250
11. ↑  Weigley, pp. 109–110
12. ↑  Ashley Hart, Pg 134
13. ↑  Major Ellis, Official History, Pg 254
14. 1 2  Ellis, p. 255
15. 1 2  Williams, p. 114
16. ↑  Stacey, C.P. Official History of the Canadian Army in the Second World War Volume III: The Victory Campaign (Queen's Printer, 1960)
17. 1 2  Ellis, p. 275
18. ↑  Clark, p. 22
19. ↑  Clark, pp. 31–32
20. ↑  Jackson, pp. 12, 22, 27
21. ↑  Jackson3031
22. ↑  Clark, p. 29
23. ↑  Ellis, p. 277
24. 1 2  Clark, p. 21
25. ↑  Stacey, p. 150
26. ↑  Jackson, p. 57
27. ↑  Hart, p. 108
28. ↑  Clark, p. 100
29. ↑  Clark, p. 104; Copp, p. 18; Daglish, pp. 218-219; Gill, p. 30; Jackson, pp. 59, 114; Wilmot, p. 348
30. ↑  Jackson, pp. 37, 40, 44, 53, 55 & 59
31. ↑  Clark, pp. 107–109
32. ↑  Jackson, p. 59
33. ↑  Reynolds, Steel Inferno. p146
34. ↑  Reid, Brian. No Holding Back
35. 1 2  D'Este, p. 298
36. ↑  Hastings, p. 222
37. ↑  Trew, p. 38
38. ↑  Stacey, p. 157
39. 1 2  Wilmot, p. 351
40. 1 2  Keegan, pp. 82–188
41. ↑  Buckley, p. 31
42. ↑  Trew, pp. 34, 36–37
43. ↑  Ellis, p. 313
44. 1 2  Trew, p. 37
45. ↑  Scarfe, p. 70
46. ↑  Ellis, p. 311
47. ↑  Copp (2004), p. 101
48. ↑  Keegan, p. 189
49. 1 2 3  Cawthorne, p. 120
50. ↑  D'Este, p. 313
51. ↑  Trew, p. 36
52. ↑  Copp (2004), p. 103
53. ↑  Copp, p. 105
54. ↑  Wood, p. 92
55. 1 2  英國國防大臣
56. ↑  Van der Vat, p. 150
57. ↑  D'Este, p. 318
58. ↑  Ellis, p. 316
59. ↑  D'Este, p. 319
60. ↑  Hastings, p. 223
61. ↑  Copp (2004), p. 106
62. ↑  Beevor, p. 273
63. ↑  D’Este, pp. 318–319
64. ↑  Copp (2004), p. 101–103
65. ↑  Beevor, pp. 144–147
66. ↑  Beevor, p. 146
67. ↑  Beevor, pp. 200–202
68. ↑  Beevor, pp. 266–269
69. ↑  Beevor, p. 272
70. ↑  Beevor, p. 315
71. ↑  Beevor, p. 147
72. ↑  Margolian, p. x (preface)
73. ↑  Meyer, pp. 357, 372
74. ↑  Meyer, p. 379

## 外部連結
- The Battle of Caen, 1944（页面存档备份，存于）
- Overview of the Battle for Caen
- Information about Operation Charnwood
- Additional information about the battle
- Info on the battle for hill 112
- Information about the battle from valourandhorror.com
- diverse information
- Maps
- ibiblio.org（页面存档备份，存于）
- Caen Memorial
- Info（页面存档备份，存于）
- Operation Bluecoat from the BBCArchive.today的存檔，存档日期2012-12-09
- Info
- Journal of the RAF:
  - June 1944
  - July 1944
  - August 1944
- Information
- ornebridgehead.org
- junobeach.org（页面存档备份，存于）
- Abbaye d'Ardenne
- Info about the massacre（页面存档备份，存于）
- Info about the battle
- [PDF] Britishes Ministry Of Defence on the Battle -  Part 1[永久]
- [PDF] British Ministry Of Defence on the Battle -  Part 2[永久]
- [PDF] Operation Charnwood（页面存档备份，存于）
- [PDF] Report from the Canadian military

49°11′10″N 0°21′45″W / 49.18611°N 0.36250°W